# Alina Bondy-Glassowa
Helène Alina Bondy-Glassowa (Starodub, 8 de janeiro de 1865 - 20 de fevereiro de 1935, Varsóvia) foi uma pintora polonesa.
Ela estudou de 1904 a 1909 na Escola de Arte de Varsóvia com Konrad Krzyżanowski, Kazimierz Stabrowski e Władysław Ślewiński; depois com Maurice Denis em Paris. Pintou retratos, paisagens e naturezas mortas em óleo e pastel.